# Lalouvesc
Lalouvesc (se prononce « Lalouvé », en alphabet phonétique international : [laluve]) est une commune française, située dans le nord du département de l'Ardèche.
La commune est jumelée avec Foncouverte, dans l'Aude, village de naissance de saint Jean François Régis, mort à Lalouvesc et devenu saint emblématique du village.
Lalouvesc est un lieu de pèlerinage de l'Ardèche.

## Géographie

### Situation et description
À 1 080 mètres d’altitude, le village est situé dans un quadrilatère entre Saint-Étienne, Lyon, Valence et Le Puy-en-Velay. Point phare de l’Ardèche Verte, Lalouvesc est située sur les contreforts du Massif central, non loin des vallées du Haut-Vivarais, il faisait partie du canton de Satillieu jusqu'en 2014 et il est voisin des communes de Pailharès et de Saint-Julien-Vocance. La plus grande ville à proximité de Lalouvesc est Annonay, située au nord-est de la commune à 17 kilomètres.

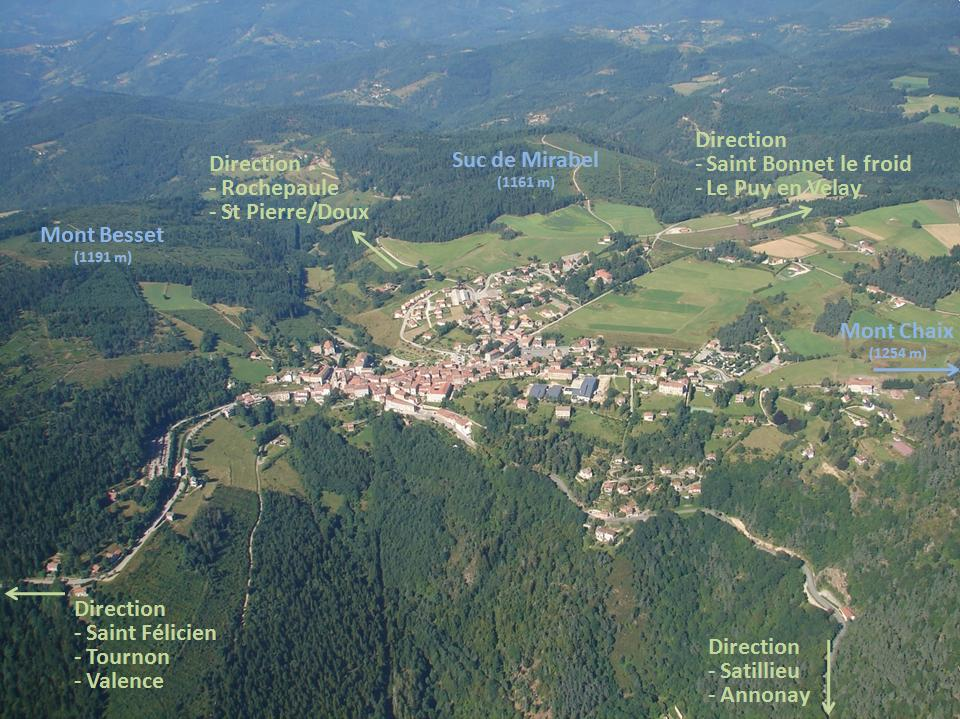
Vue aérienne - situation géographique du village.

Le village se trouve au pied de trois sommets : au sud-est le mont Besset, au sud-ouest le suc de Mirabel, et au nord le mont Chaix.
Lalouvesc comprend, outre son chef-lieu, de nombreux hameaux :
- Dans la direction de Rochepaule : Grange Neuve, la Vialette, les Grands et le Fournel ;
- Dans la direction de Saint-Pierre-sur-Doux : le Crouzet ;
- Dans la direction de Saint-Félicien, autour du mont Besset : les Sagnes, Bobignieux et le Besset.

### Climat
Pour des articles plus généraux, voir Climat d'Auvergne-Rhône-Alpes et Climat de l'Ardèche.
En 2010, le climat de la commune est de type climat de montagne, selon une étude du CNRS s'appuyant sur une série de données couvrant la période 1971-2000. En 2020, Météo-France publie une typologie des climats de la France métropolitaine dans laquelle la commune est exposée à un climat de montagne ou de marges de montagne et est dans la région climatique Sud-est du Massif Central, caractérisée par une pluviométrie annuelle de 1 000 à 1 500 mm, minimale en été, maximale en automne.
Pour la période 1971-2000, la température annuelle moyenne est de 8,2 °C, avec une amplitude thermique annuelle de 16,2 °C. Le cumul annuel moyen de précipitations est de 1 075 mm, avec 10,4 jours de précipitations en janvier et 6,7 jours en juillet. Pour la période 1991-2020, la température moyenne annuelle observée sur la station météorologique installée sur la commune est de 8,3 °C et le cumul annuel moyen de précipitations est de 1 064,8 mm,. Pour l'avenir, les paramètres climatiques de la commune estimés pour 2050 selon différents scénarios d'émission de gaz à effet de serre sont consultables sur un site dédié publié par Météo-France en novembre 2022.
| Mois                                  | jan.           | fév.            | mars             | avril         | mai           | juin            | jui.          | août         | sep.          | oct.          | nov.             | déc.           | année     |
| ------------------------------------- | -------------- | --------------- | ---------------- | ------------- | ------------- | --------------- | ------------- | ------------ | ------------- | ------------- | ---------------- | -------------- | --------- |
| Température minimale moyenne (°C)     | −2,3           | −2,4            | 0,2              | 2,5           | 6,3           | 10              | 12,1          | 12,2         | 8,6           | 5,6           | 1,2              | −1,4           | 4,4       |
| Température moyenne (°C)              | 0,4            | 0,8             | 4,1              | 7             | 11            | 15              | 17,4          | 17,4         | 12,9          | 8,7           | 3,9              | 1,3            | 8,3       |
| Température maximale moyenne (°C)     | 3,2            | 4               | 8,1              | 11,4          | 15,6          | 20              | 22,8          | 22,5         | 17,2          | 11,9          | 6,7              | 4              | 12,3      |
| Record de froid (°C) date du record   | −22 12.01.1987 | −20 04.02.1963  | −16,5 07.03.1971 | −8 04.04.1975 | −4 05.05.1979 | −0,5 04.06.1984 | 2 06.07.1962  | 2 29.08.1986 | −3 29.09.1974 | −8 22.10.1974 | −12,5 22.11.1998 | −19 27.12.1962 | −22 1987  |
| Record de chaleur (°C) date du record | 16,4 01.01.22  | 17,5 28.02.1960 | 20 25.03.1994    | 23,2 21.04.18 | 27,9 22.05.22 | 35,3 27.06.19   | 34,4 24.07.19 | 35 05.08.03  | 28,5 10.09.23 | 26,3 09.10.23 | 19 02.11.1981    | 17,9 31.12.21  | 35,3 2019 |
| Précipitations (mm)                   | 75,7           | 51,9            | 55,4             | 82,7          | 102,7         | 75              | 74,8          | 74,7         | 104,7         | 145,9         | 144,8            | 76,5           | 1 064,8   |

### Hydrographie
Le territoire communal abrite la source du Tavarès, un ruisseau qui rejoint le Doux (un affluent du Rhône) au niveau de la commune de Rochepaule.

## Urbanisme

### Typologie
Au 1er janvier 2024, Lalouvesc est catégorisée commune rurale à habitat dispersé, selon la nouvelle grille communale de densité à sept niveaux définie par l'Insee en 2022.
Elle est située hors unité urbaine et hors attraction des villes,.

### Occupation des sols
L'occupation des sols de la commune, telle qu'elle ressort de la base de données européenne d’occupation biophysique des sols Corine Land Cover (CLC), est marquée par l'importance des forêts et milieux semi-naturels (72,7 % en 2018), une proportion sensiblement équivalente à celle de 1990 (72,6 %). La répartition détaillée en 2018 est la suivante : 
forêts (72,7 %), prairies (22,8 %), zones urbanisées (3,2 %), zones agricoles hétérogènes (1,2 %).
L'évolution de l’occupation des sols de la commune et de ses infrastructures peut être observée sur les différentes représentations cartographiques du territoire : la carte de Cassini (XVIIIe siècle), la carte d'état-major (1820-1866) et les cartes ou photos aériennes de l'IGN pour la période actuelle (1950 à aujourd'hui).

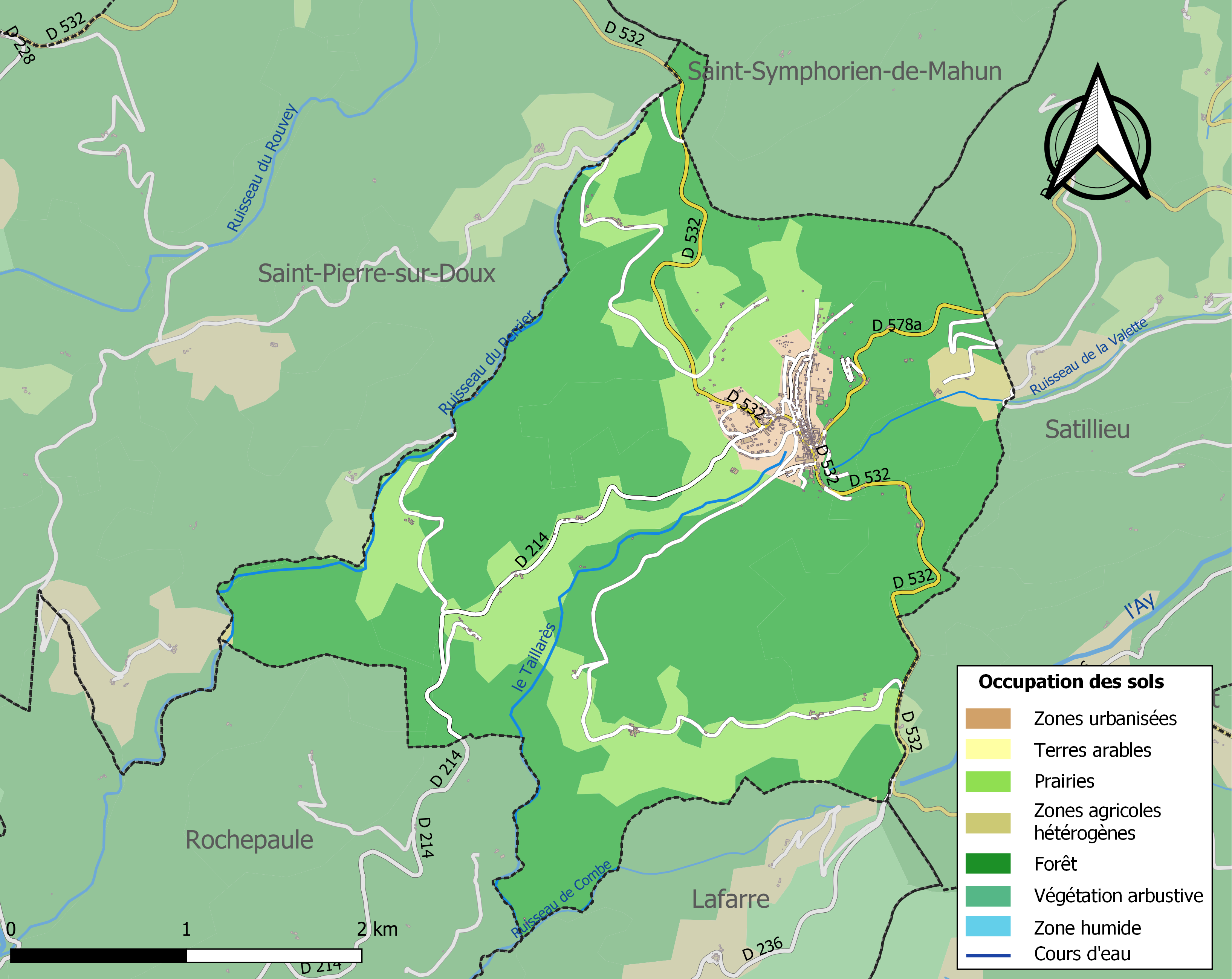
Carte des infrastructures et de l'occupation des sols de la commune en 2018 (CLC).
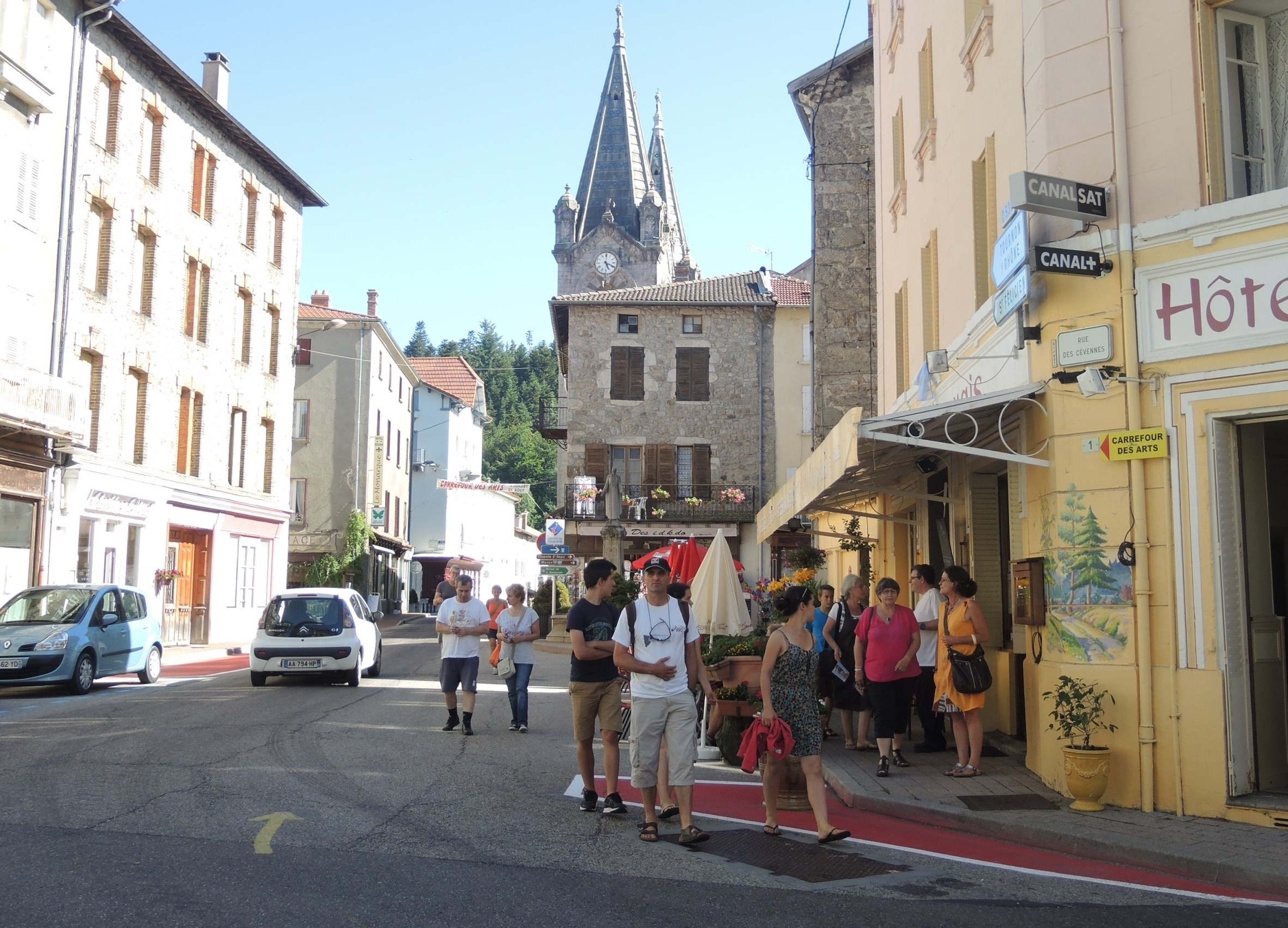
La rue principale

### Risques naturels

#### Risques sismiques
L'ensemble du territoire de la commune de Lalouvesc est situé en zone de sismicité no 2 (sur une échelle de 5), comme la plupart des communes situées sur le plateau et la montagne ardéchoise, mais relativement peu éloignée de zone de sismicité no 3, située dans la partie orientale du département de l'Ardèche.
| Type de zone | Niveau           | Définitions (bâtiment à risque normal) |
| ------------ | ---------------- | -------------------------------------- |
| Zone 2       | Sismicité faible | accélération = 1,1 m/s2                |

## Toponymie
Les formes anciennes du toponyme Lalouvesc sont Alaudisco au XIIe siècle, Alauzeto en 1267, Lalalvesc en 1275, Alauvesco en 1326, Allovosco au XIVe siècle, La Louveste en 1458. Ernest Nègre les interprète comme un dérivé du gaulois alauda « alouette » avec le suffixe gaulois ou préceltique –isco, le toponyme ayant subi l'attraction de l'occitan loubeto « bois où il y a des loups ».
Dans l'Antiquité, le col semble avoir abrité un poste de garde sur la voie romaine reliant Vienne à Saint-Agrève. Le nom de Lalouvesc proviendrait alors du nom de cette garnison romaine qui avait comme nom « Alauda » (l'Alouette), mot gaulois, en occitan L'Alaveta (orthographié L'Aloveto en écriture patoisante). Une autre hypothèse, moins crédible, évoque un relais de chasse aux loups des comtes d'Annonay, actuellement la Maison Claire, située au point de rencontre de deux vallons au pied du Suc de Mirabel.
Le nom de la commune est parfois orthographié « La Louvesc » sur les panneaux indicateurs.

## Histoire

### Préhistoire
- Des haches de pierre polie datées du Néolithique (vers -8000 ) ont été découvertes à proximité du lac du Grand Lieu[16].
- -750, Oppidum fortifié du Chirat Blanc, enceinte ovale de 250 mètres de long[17].

### Antiquité
- Quartier Vialette, des pavés traces d'anciennes voies romaines[18].

### Autres périodes
- Au XIIe siècle l'Église dépendait de l'abbaye de Saint-Chaffre.
- Ce fut une ancienne baronnie de Mahun.
- En mai 1943, quinze résistants communistes organisent un camp dans les bois de Lalouvesc.

### Administration municipale

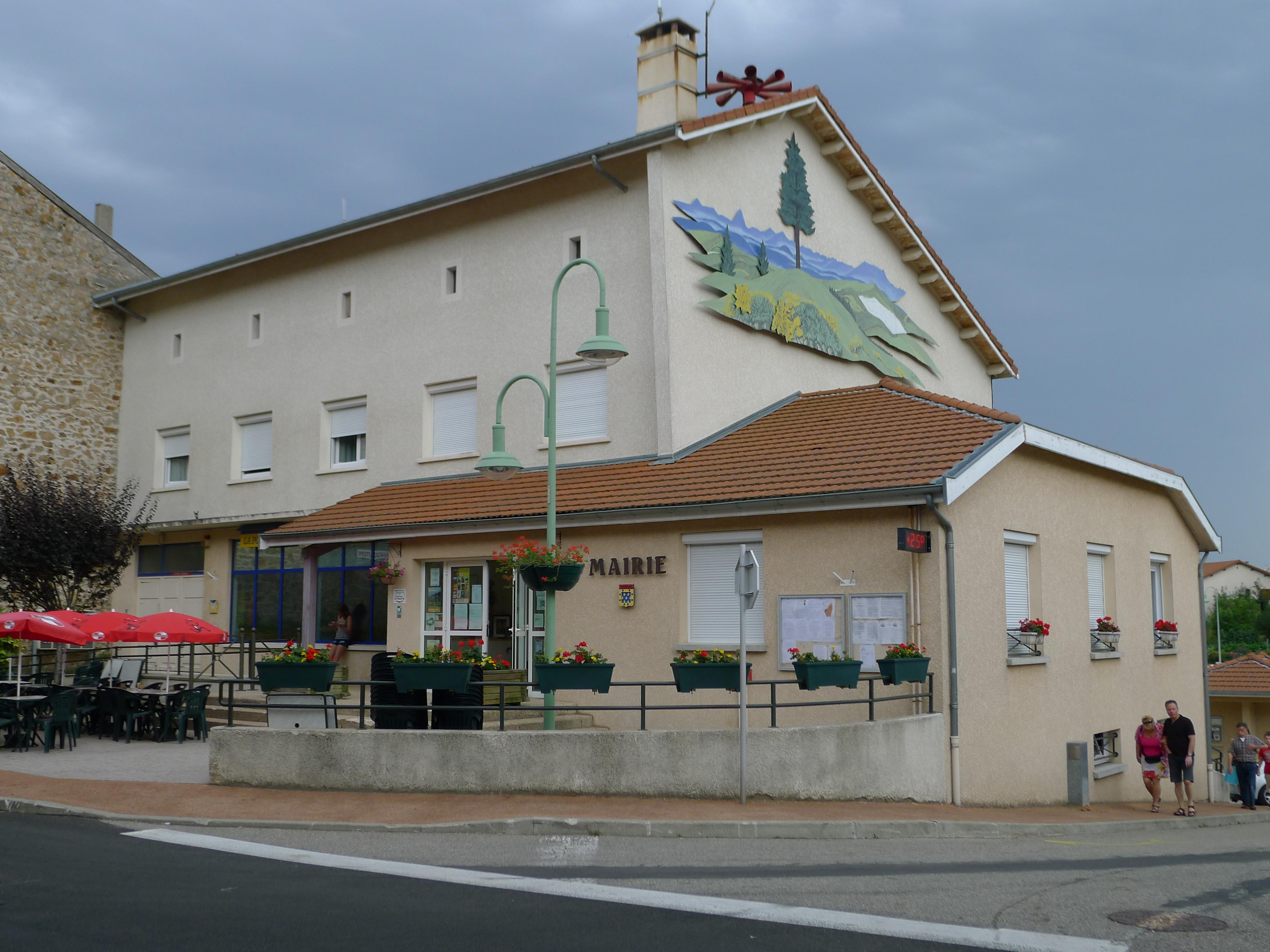
La mairie.

## Politique et administration

### Liste des maires
Le tableau ci-dessous dresse la liste des maires successifs de Lalouvesc.

| Nom                    | Étiquette | Début de mandat | Fin de mandat | Précisions                                    | Portrait |
| ---------------------- | --------- | --------------- | ------------- | --------------------------------------------- | -------- |
| Régis de l'Hermuzière  |           | 1934            | 1944          |                                               |          |
| François Forel         |           | 1944            | 1945          |                                               |          |
| Régis Chalaye          |           | 1945            | 1947          |                                               |          |
| Mme Astier née Goudard |           | 1947            | 1953          |                                               |          |
| Jacques de Montgolfier |           | 1953            | 1959          |                                               |          |
| Edmond Battandier      |           | 1959            | 1965          |                                               |          |
| André Costet           |           | mars 1965       | mars 1972     |                                               |          |
| Joseph Charmetant      |           | mars 1972       | mars 1983     |                                               |          |
| Julien Mialon          |           | mars 1983       | mars 2001     | Décédé en 2000 et remplacé par Bernard Besset |          |
| Bernard Besset         |           | mars 2001       | mars 2008     |                                               |          |
| Jean-François Couette  |           | mars 2008       | juillet 2020  | Commerçant, DVG                               |          |
| Jacques Burriez        |           | juillet 2020    | en cours      |                                               |          |

## Population et société

### Démographie
L'évolution du nombre d'habitants est connue à travers les recensements de la population effectués dans la commune depuis 1793. Pour les communes de moins de 10 000 habitants, une enquête de recensement portant sur toute la population est réalisée tous les cinq ans, les populations de référence des années intermédiaires étant quant à elles estimées par interpolation ou extrapolation. Pour la commune, le premier recensement exhaustif entrant dans le cadre du nouveau dispositif a été réalisé en 2007.

En 2022, la commune comptait 383 habitants, en évolution de −3,04 % par rapport à 2016 (Ardèche : +2,48 %, France hors Mayotte : +2,11 %).
| 1793 | 1800 | 1806 | 1821 | 1831 | 1836 | 1841 | 1846 | 1851 |
| ---- | ---- | ---- | ---- | ---- | ---- | ---- | ---- | ---- |
| 429  | 407  | 480  | 525  | 690  | 748  | 819  | 784  | 842  |

| 1856  | 1861  | 1866  | 1872  | 1876  | 1881  | 1886  | 1891  | 1896  |
| ----- | ----- | ----- | ----- | ----- | ----- | ----- | ----- | ----- |
| 1 028 | 1 075 | 1 241 | 1 104 | 1 162 | 1 015 | 1 098 | 1 112 | 1 148 |

| 1901  | 1906 | 1911 | 1921 | 1926 | 1931 | 1936 | 1946 | 1954 |
| ----- | ---- | ---- | ---- | ---- | ---- | ---- | ---- | ---- |
| 1 098 | 949  | 922  | 744  | 765  | 871  | 794  | 759  | 687  |

| 1962 | 1968 | 1975 | 1982 | 1990 | 1999 | 2006 | 2007 | 2012 |
| ---- | ---- | ---- | ---- | ---- | ---- | ---- | ---- | ---- |
| 608  | 559  | 470  | 487  | 514  | 494  | 491  | 489  | 404  |

| 2017 | 2022 | - | - | - | - | - | - | - |
| ---- | ---- | - | - | - | - | - | - | - |
| 386  | 383  | - | - | - | - | - | - | - |

On se rend mieux compte de l'évolution du nombre d'habitants en reportant les chiffres précédents sur graphique :

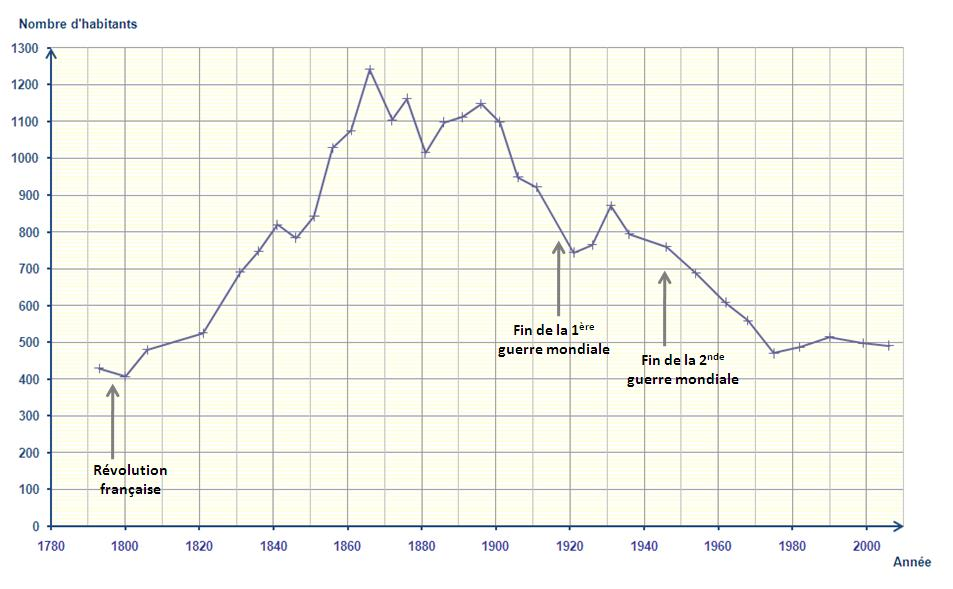
Graphique représentant l'évolution de la population du village depuis la Révolution

Les recensements officiels donnent un peu plus de 400 habitants vers 1800. La population a augmenté jusqu'à 1 242 habitants en 1866, mais a baissé progressivement ensuite. Elle s'est maintenue autour de 500 habitants dans les années 1970 à 2000, puis a baissé pour atteindre aujourd'hui 434 habitants. En été, le nombre de résidents augmente jusqu'à atteindre les 1 200 habitants. En raison de sa situation et de son climat, Lalouvesc est en effet devenue aussi un centre de villégiature (résidences secondaires, séjours touristiques, visites à la journée).  De nombreuses animations culturelles sont alors organisées : expositions du Carrefour des Arts, concerts, soirées, conférences… Des rassemblements s'y organisent volontiers. L'environnement invite à la randonnée, à la cueillette des fruits des bois ou au repos.
Le reste de l'année, le village retrouve du calme, la vie collective y reste présente grâce à une quinzaine d'associations. La maison de retraite accueille aussi 50 pensionnaires. Les commerces principaux y restent ouverts. Autour du village, l'activité agricole peine un peu à se maintenir. La forêt, par contre, est bien exploitée.

### Enseignement
La commune est rattachée à l'académie de Grenoble.

### Médias
Deux organes de presse écrite de niveau régional sont distribués dans la commune :
- L'Hebdo de l'Ardèche

Il s'agit d'un journal hebdomadaire français basé à Valence et diffusé à Privas depuis 1999. Il couvre l'actualité pour tout le département de l'Ardèche.
- Le Dauphiné libéré

Il s'agit d'un journal quotidien de la presse écrite française régionale distribué dans la plupart des départements de l'ancienne région Rhône-Alpes, notamment l'Ardèche. La commune est située dans la zone d'édition du Nord-Ardèche (Annonay - Le Cheylard).

### Cultes
La communauté catholique et l'église paroissiale (propriété de la commune) sont rattachées à la paroisse Saint François Régis (Ay et Daronne), elle-même rattachée au diocèse de Viviers.

## Culture et patrimoine

### Lieu spirituel et religieux
Lalouvesc est depuis janvier 2020 membre de l'association des villes sanctuaires.
- L'ancienne église Sainte-Agathe a aujourd'hui disparu (remplacée par la basilique actuelle), mais son mobilier liturgique baroque (autel et chaire) du XVIIIe siècle ont été déplacés dans l'église de Molière.

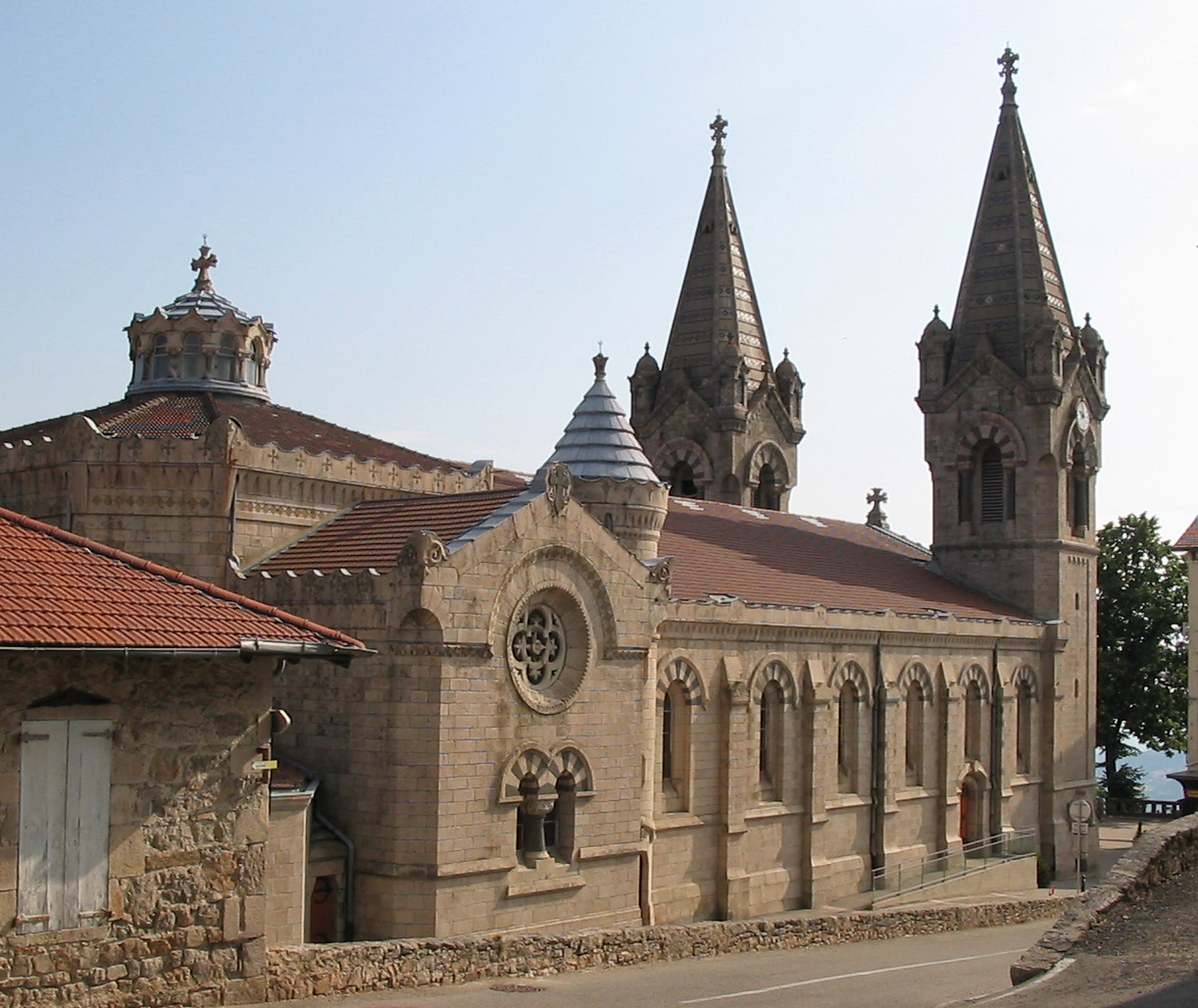
La basilique Saint-Régis.

- La basilique Saint-Régis. L'actuelle basilique Saint-Régis date du XIXe siècle. Elle abrite les reliques de saint Jean-François Régis et depuis le 22 septembre 2018 le corps de sainte Thérèse Couderc. Elle est au moins la 3e église successivement construite à Lalouvesc. Sa construction a duré douze ans et a été achevée en 1877. Elle est l'œuvre de l'architecte lyonnais Pierre Bossan, qui avait réalisé la basilique d'Ars en 1862, et qui a construit celle de Fourvière en 1884. Son style néo-byzantin s'inspire à la fois des églises romanes et des églises orientales. Elle se caractérise notamment par des colonnes intérieures en marbre d'une seule pièce, des vitraux évoquant la vie de saint François-Régis, une crypte. Elle abrite dans ses clochers un bourdon qui est la plus grosse cloche d'Ardèche et une petite cloche qui sonna en 1640 la mort de saint François-Régis.

- Le musée Saint-Régis abrite un diorama de Georges Serraz qui évoque, en une vingtaine d'étapes, la vie de saint Régis.
- La chapelle Saint-Régis demeure le lieu le plus vénérable de Lalouvesc. Elle a été aménagée en 1850 à l'emplacement de l'ancien presbytère où est mort le saint, le 31 décembre 1640. Cet édifice a été restauré en 1999. À cette occasion la peinture de la coupole : "L'arrivée de saint Régis au ciel accueilli par Jésus et Marie" de Paul Auda est redécouverte sous des couches de suie déposée par les milliers de cierges ayant brûlés en ces lieux. Cette peinture avait été réalisée sur commande en 1898.
- La chapelle Saint-Ignace fut construite en 1896 pour les besoins du pèlerinage. Elle se situe à proximité de la maison Saint-Régis, résidence des prêtres de la Compagnie de Jésus à Lalouvesc. Aujourd'hui elle accueille principalement des expositions organisées par le sanctuaire.
- Le parc des Pèlerins, aménagé entre 1965 et 1979 s'ouvre par son grand escalier de lauzes. Une grande allée conduit à un amphithéâtre de gazon planté d'arbres. Le parc est le lieu d'offices religieux de plein air d'importance comme la grand-messe du 15 août et il peut accueillir plusieurs milliers de personnes. Un chemin de croix s'échelonne le long du parc. Les scènes sont gravées sur des menhirs (œuvre de Philippe Kaeppelin).
- Le Cénacle a été fondé en 1826 par sainte Thérèse Couderc pour accueillir les pèlerins.
- La fontaine Saint-Régis, en contrefort du mont Chaix est une source dont l'eau aurait des vertus miraculeuses. Elle est abritée dans une petite crypte, et constitue un lieu de culte pour les pèlerins. De nombreux touristes croyants ou non viennent y boire ou prier. De nombreux ex-voto sont déposés sous la statue du saint en signe de remerciement ou de prières.
- Le calvaire du mont Chaix a été inauguré le 23 octobre 1983.

### Éléments religieux

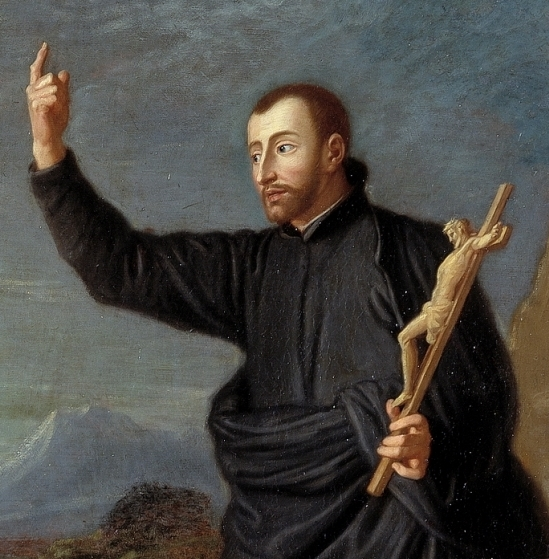
Jean-François Régis

La célébrité de Lalouvesc est liée à la personne du saint prêtre jésuite Jean-François Régis dont la tombe est devenue objet de pèlerinages. Jean-François Régis, missionnaire itinérant des campagnes, y est mort, victime du froid à la veille de l'an 1640. C'est pour accueillir les pèlerins que la religieuse Thérèse Couderc y a fondé en 1826 la congrégation des Sœurs du Cénacle. En 1877, une basilique a remplacé l'église du village. Aujourd'hui, la fréquentation religieuse catholique marque le pas mais persiste toute l'année pour des retraites spirituelles ou en été pour des cérémonies religieuses particulières fortement marquées par la spiritualité ignatienne.
Saint Francois Regis et sœur Thérèse Couderc sont les deux saints liés à Lalouvesc :
- Saint Jean-François Régis est venu pour une mission paroissiale de Noël, à Lalouvesc le 24 décembre 1640, et y est mort le 31 décembre, à l'âge de 44 ans. Ce prêtre jésuite était chargé de visiter les paroisses de la région (diocèse de Viviers) depuis 1634. Il y était très apprécié pour ses services pastoraux - en particulier le sacrement de réconciliation - et son dévouement envers les plus pauvres. Son corps fut conservé à Lalouvesc qui est ensuite devenue lieu de pèlerinage. La basilique Saint-Régis qui contient ses ossements a été construite pour recevoir les pèlerins.
- Sainte Thérèse Couderc a fondé à Lalouvesc la congrégation des Sœurs du Cénacle. Un pèlerinage lui est aujourd'hui dédié à l'échelle mondiale. Le corps de sainte Thérèse Couderc repose aujourd'hui à Lalouvesc. Durant de nombreuses années il était placé dans la chapelle du Cénacle puis depuis le 22 septembre 2018 dans la basilique Saint-Régis.

### Lieux de tourisme, de loisir et de culture
- La place du Lac est la plus grande place du village, elle tient son nom du fait de la présence d'un ancien lac sur son emplacement actuel. C'est également le lieu du marché de Lalouvesc qui se tient tous les jeudis durant la période estivale.

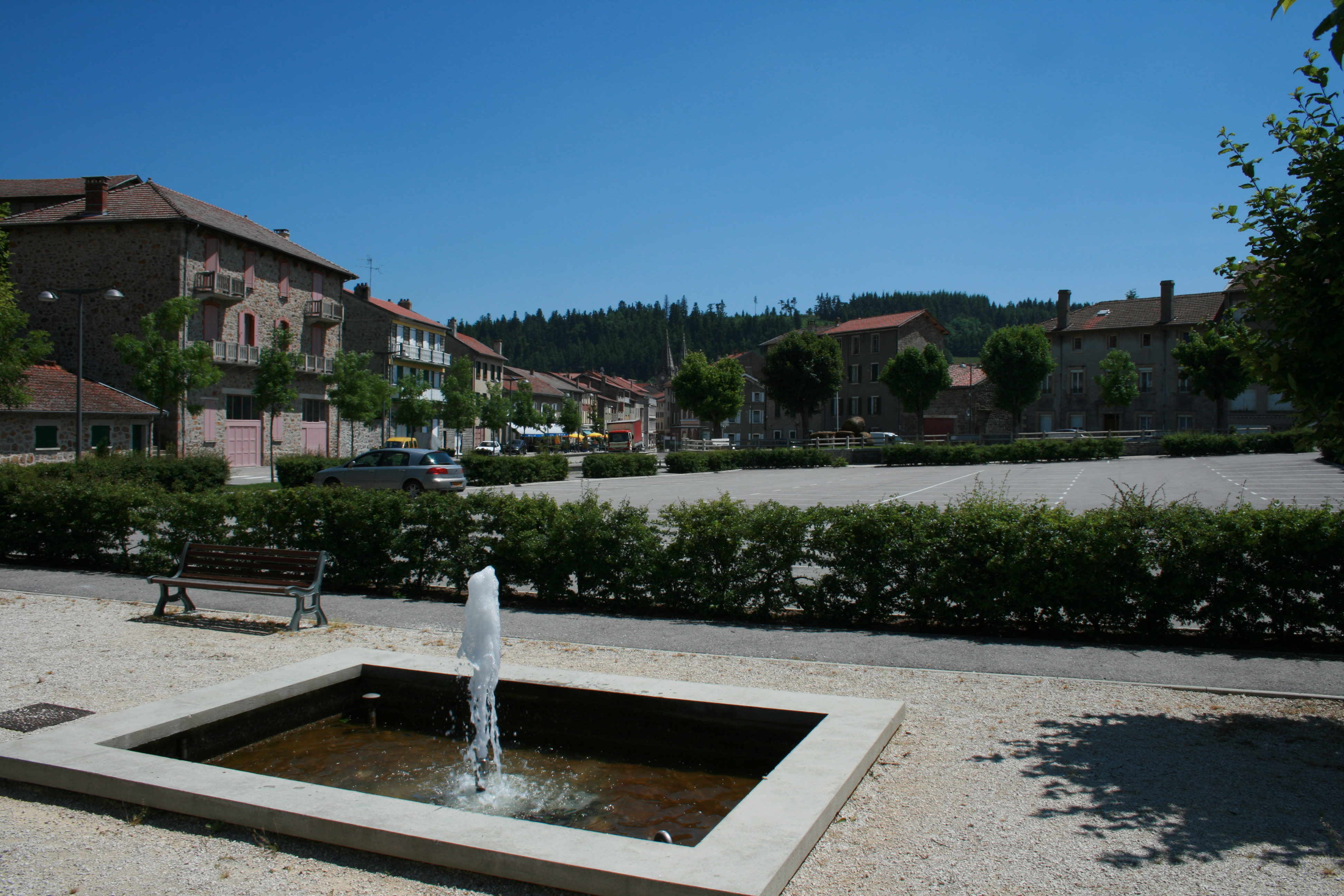
La place du Lac.

- Le parc municipal de loisirs du Val d'or, ouvert au public depuis le début des années 2000, est un endroit de calme et de convivialité, présentant des activités ludiques pour les enfants.

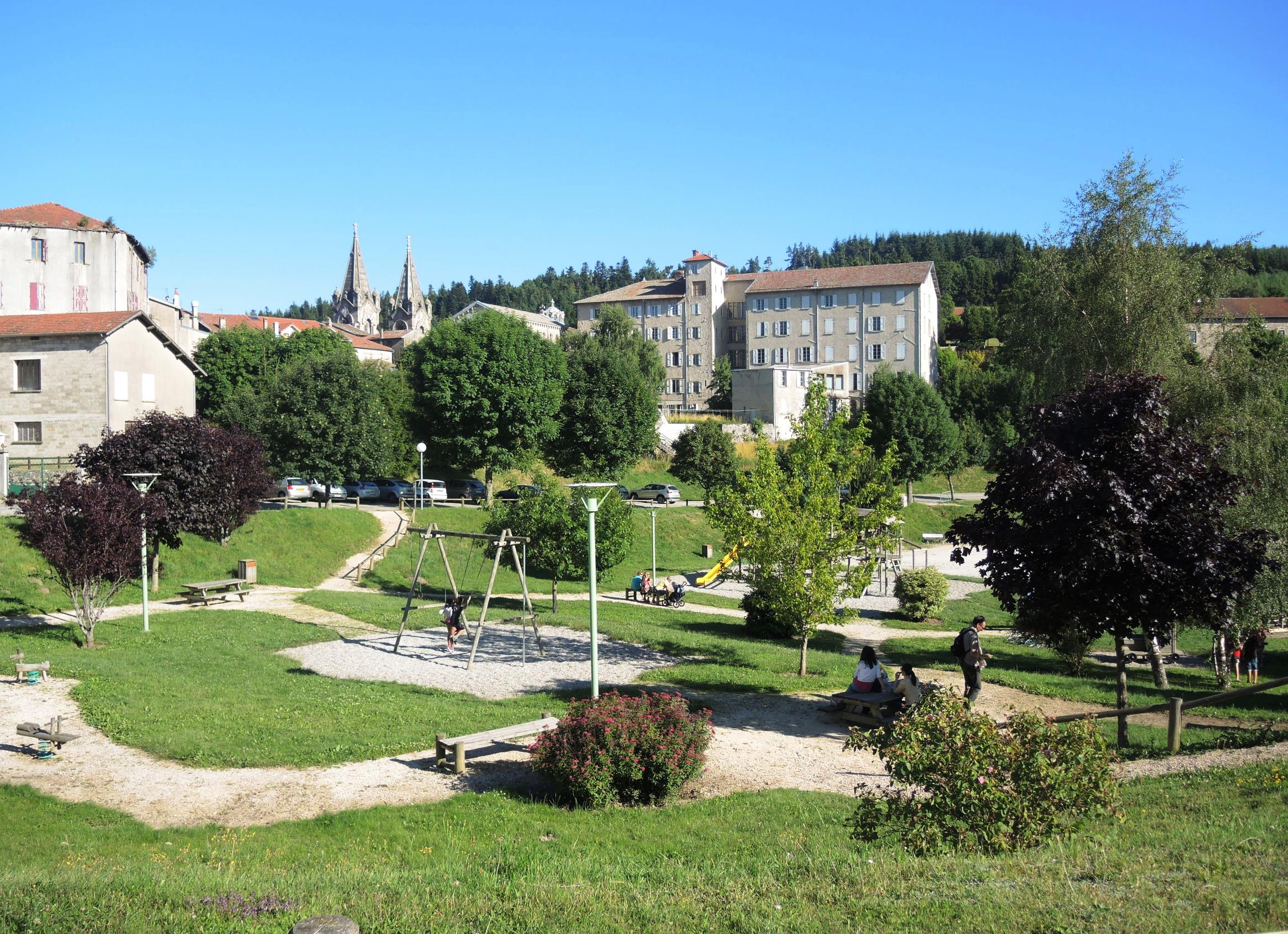
Le parc de loisirs du Val d'Or.

- Le camping se situe au nord du village, non loin de la fontaine Saint-Régis. Il propose aussi des cabanes.
- Les coins pique-niques permettent le repos du voyageur ou du touriste dans un cadre agréable.
- Les promenades et randonnées ludiques : le parcours botanique sillonnant les pentes du mont Besset, le parcours de gymnastique en forêt près du mont Besset, le parcours des champignons parcourant le mont Chaix. En toutes saisons, randonneurs, cavaliers, VTTistes apprécient les nombreux sentiers de randonnées cheminant le long des champs et dans de majestueuses forêts à la découverte de framboises sauvages, myrtilles, champignons et faune variée...
- La table d'orientation avec vue panoramique sur la chaîne des Alpes à l'est (on y voit le Mont-Blanc par temps clair).
- Le Carrefour des Arts, expose des artistes depuis 1989.

### Héraldique
| Blason de Lalouvesc | Blason  | D'argent au chef d'azur chargé d'une fleur de lys d'or. |
| Blason de Lalouvesc | Détails | Le statut officiel du blason reste à déterminer.        |

### Personnalités liées à la commune
- Robert Dugas-Vialis (1883-1965), natif de Saint-Maurice-l'Exil, artiste peintre. Il venait chaque été  de 1905 à 1943 avec sa femme et ses jeunes enfants à Lalouvesc en pèlerinage. Quelques-unes de ses huiles et croquis ont pour sujet la commune de Lalouvesc.

### Événements
- Les rassemblements religieux les plus nombreux ont lieu le 16 juin et le dimanche suivant pour la fête de saint Jean-François Régis, le 31 juillet en l'honneur de saint Ignace de Loyola (fondateur des jésuites), le 15 août pour la fête de l'Assomption, et le dernier dimanche d'août pour sainte Thérèse Couderc.

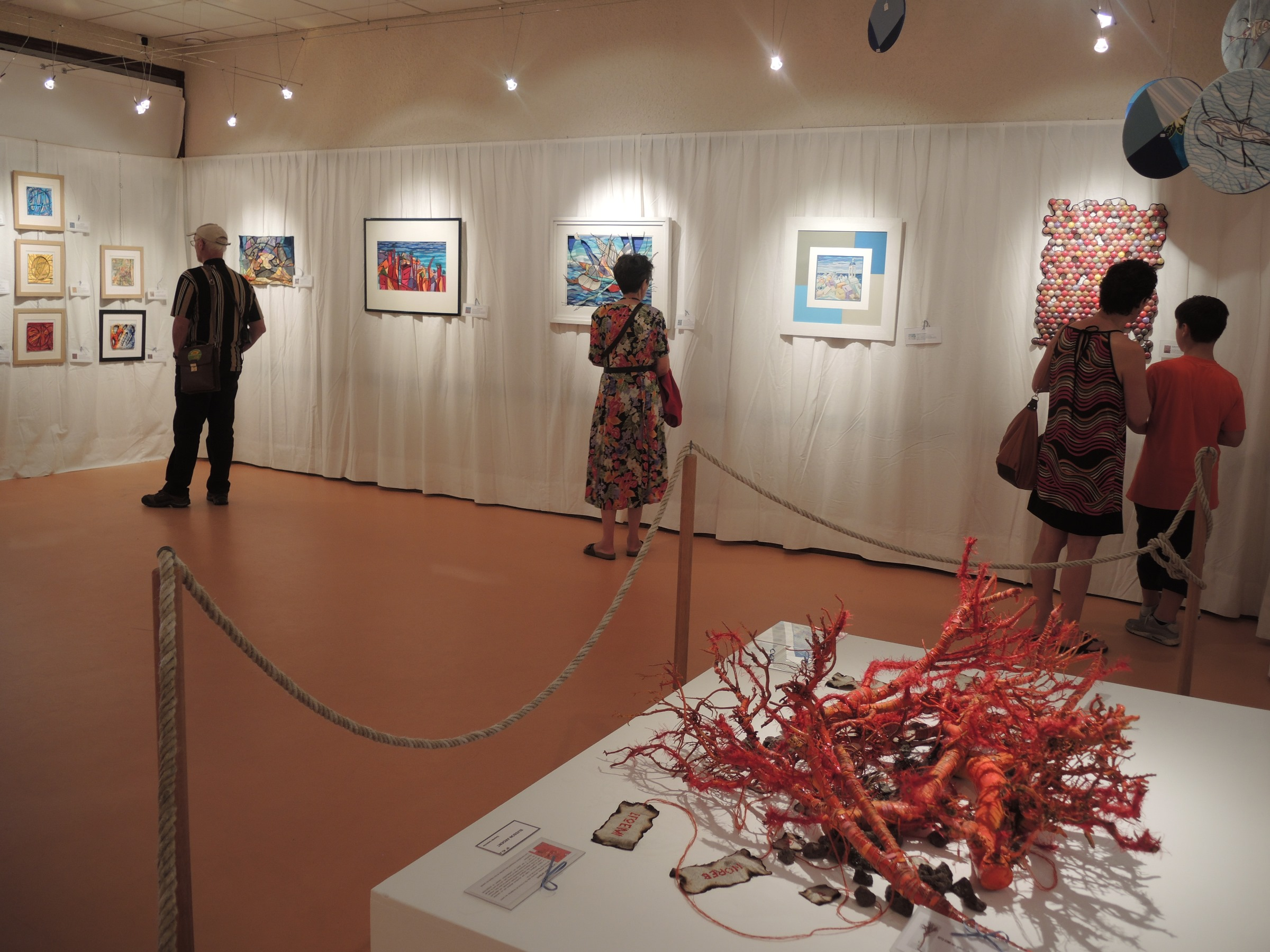
Des expositions sur quatre niveaux au Carrefour des Arts.

- Le Carrefour des Arts[29] est une exposition d'arts plastiques de plus en plus renommée qui reçoit maintenant près de 10 000 visiteurs chaque été, locaux, français ou étrangers. Elle est organisée par une association de bénévoles, créée en 1989, qui rassemble une dizaine de membres actifs, une soixantaine d'adhérents et de nombreux partenaires, publics et privés. Elle présente chaque année les œuvres d'une dizaine d'artistes professionnels, français et étrangers, de renommée nationale ou internationale. Des techniques toujours diverses et originales y sont représentées, en peinture, sculpture, verrerie, broderie, vitraux, photos…, dans des mises en scène très élaborées. L'exposition s'étend sur les 700 m2 et les quatre niveaux du Centre d'animation communal, qui est l'ancienne école religieuse du village. Elle est en principe ouverte tous les après-midis au mois de juillet et d'août.
- L'offre culturelle d'été comprend aussi des visites commentées du village, des conférences, des concerts classiques avec les Promenades musicales, des soirées au pub Saint-Régis...
- Le rallye automobile Monte-Carlo a fait très régulièrement étape à Lalouvesc, en tant que départ ou arrivée de spéciales. La région reçoit maintenant le Monte-Carlo historique.
- L'Ardéchoise, à la fois course cyclosportive et plus grand rassemblement cyclotouriste d'Europe, créée en 1992 et qui rassemble chaque année plus de douze mille amateurs, n'est plus basée à Lalouvesc, mais constitue la dernière difficulté de la course avec le col à 1 092 m d'altitude.
- Des commerces proposent des souvenirs religieux et des spécialités gastronomiques locales.
- Deux hôtels restent ouverts, le Vivarais et les Voyageurs. Ils sont complétés par plusieurs gîtes ou chambres d'hôte.

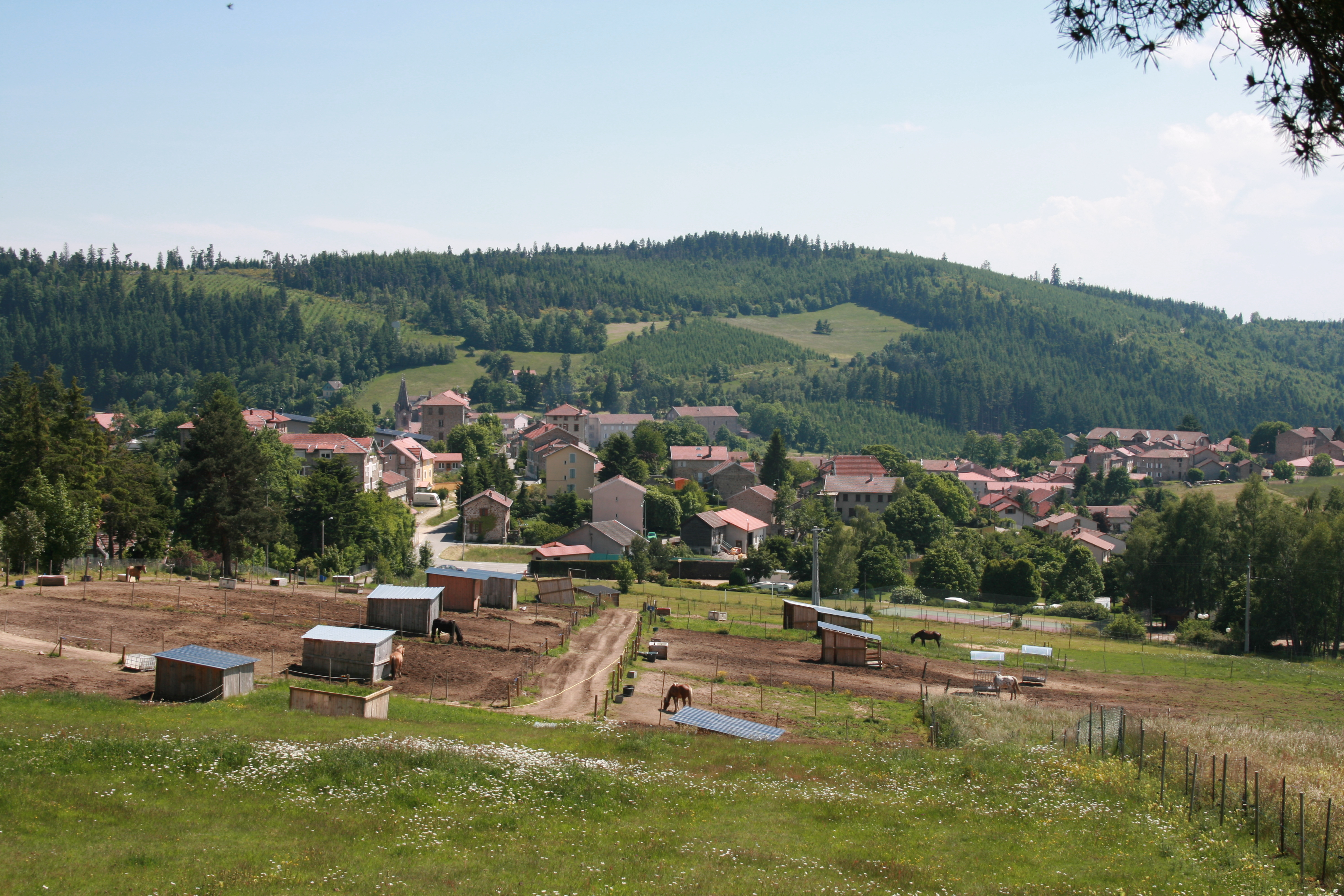
Vue du village
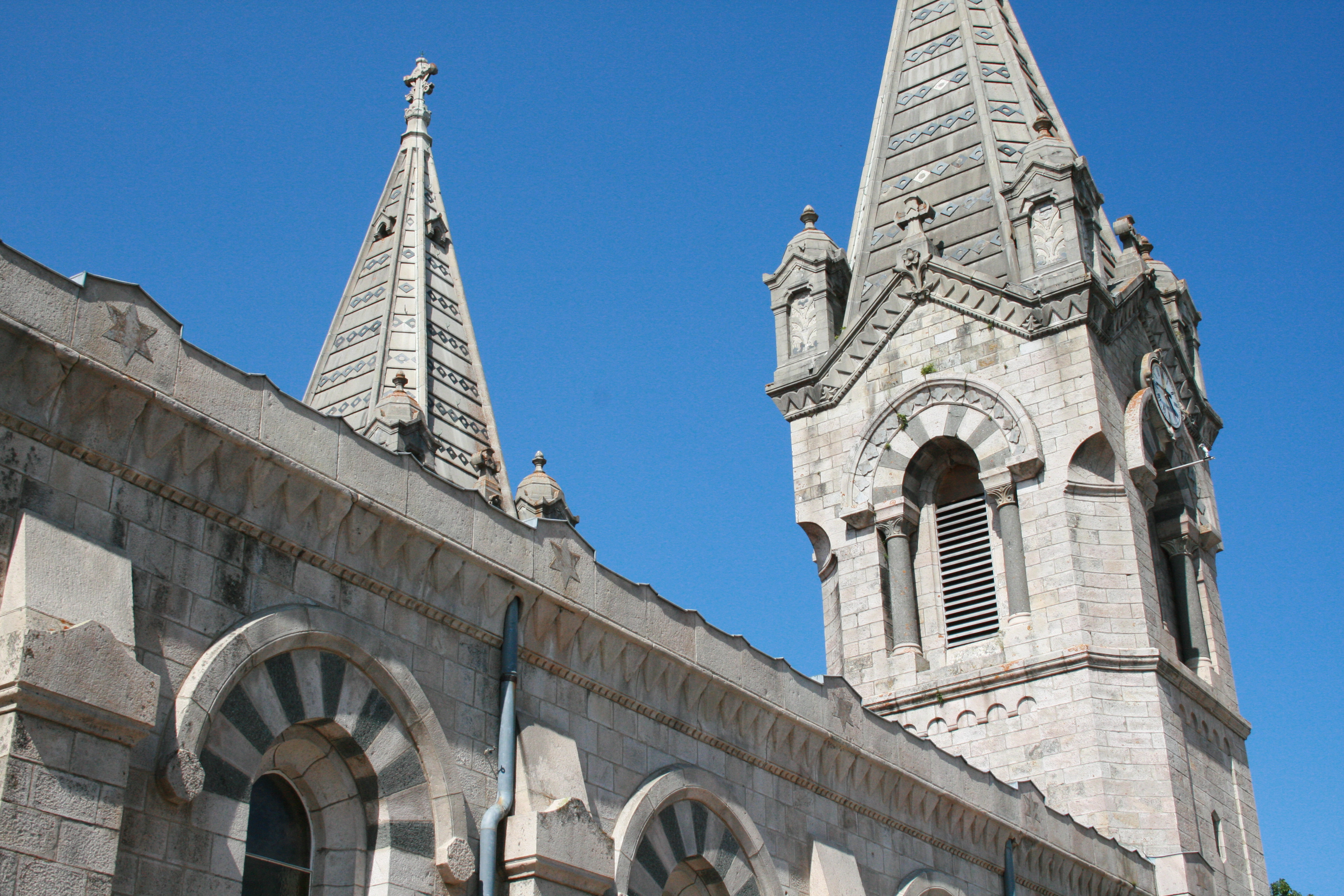
La basilique Saint-Régis
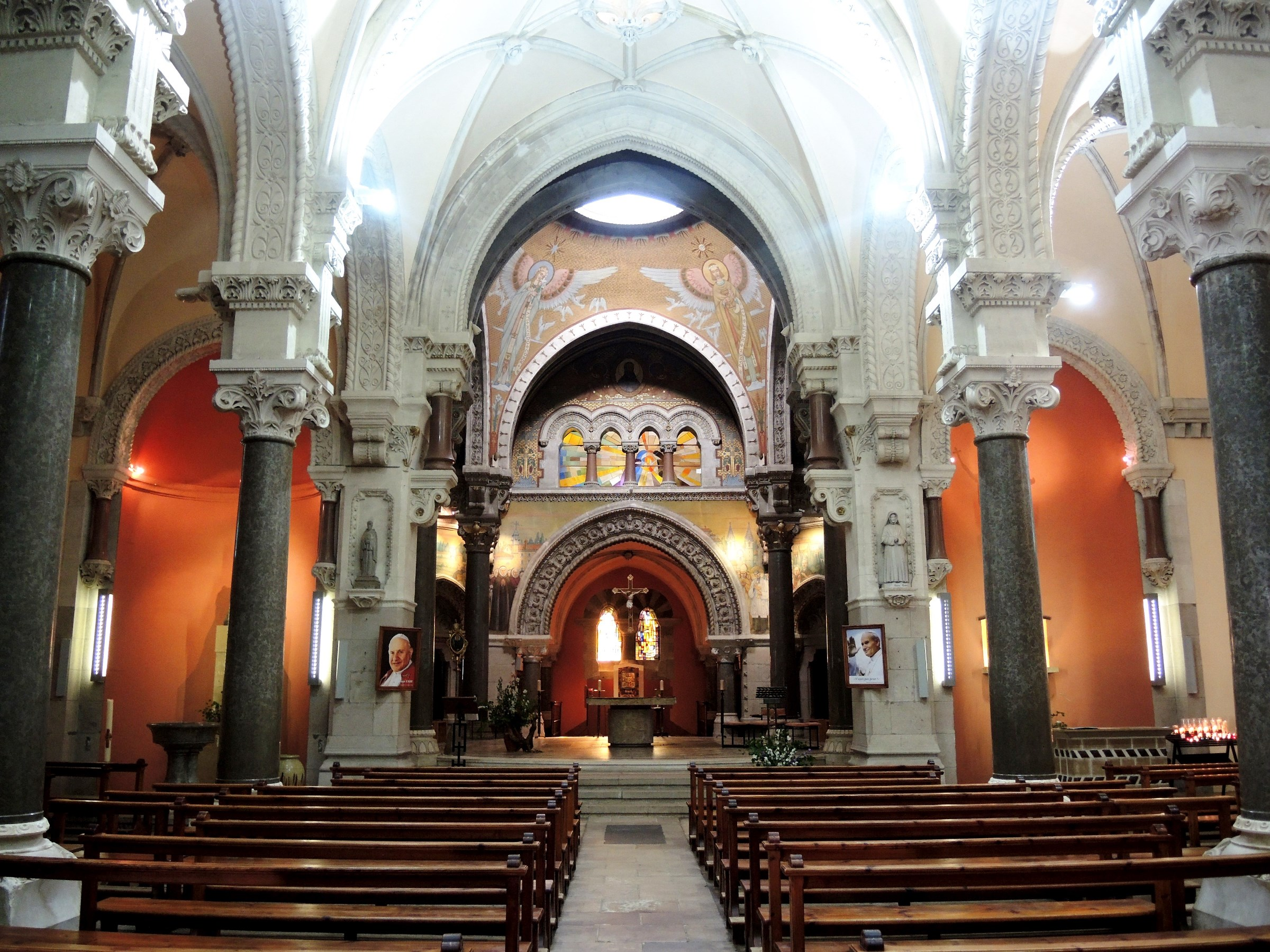
Un intérieur richement décoré
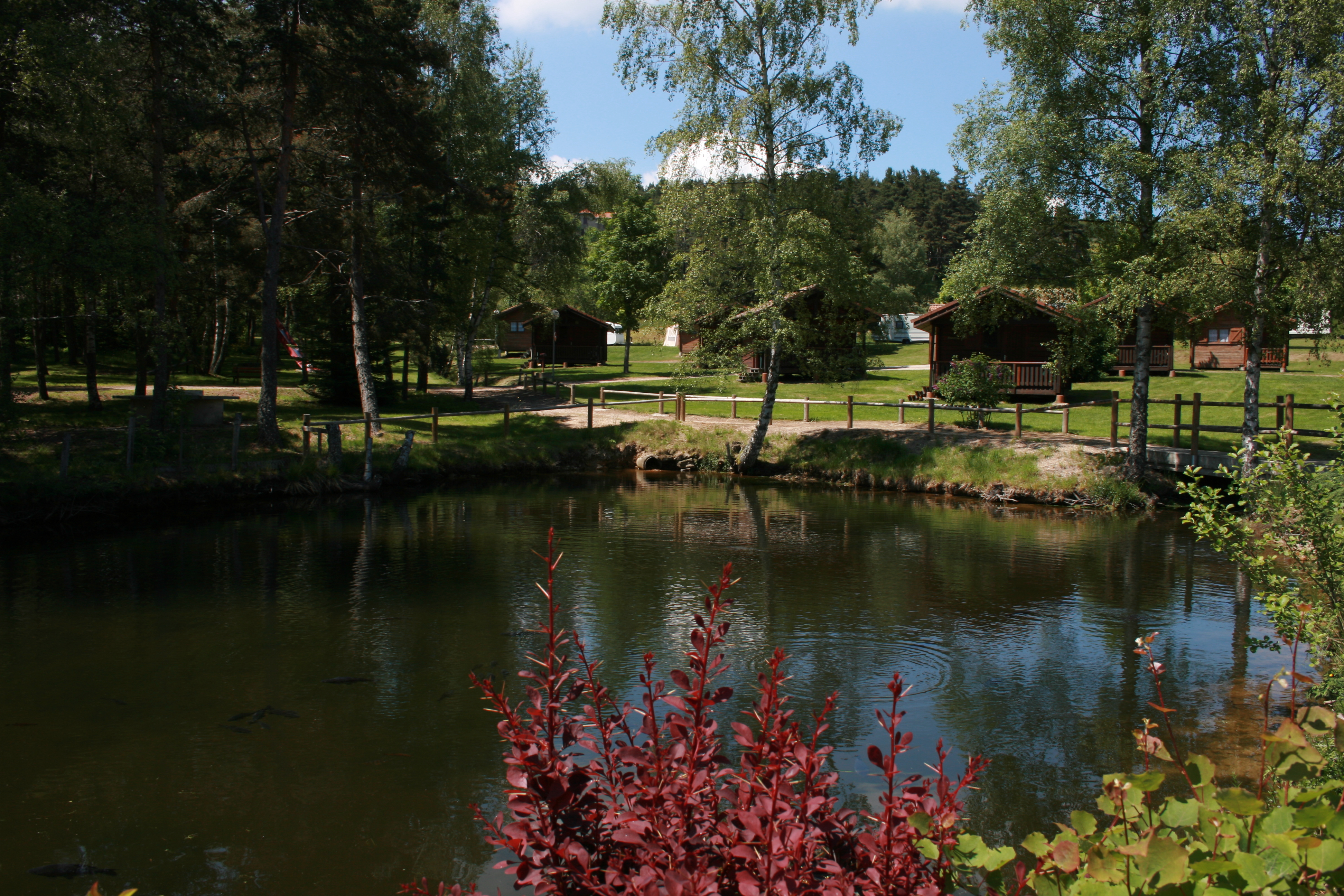
Le camping
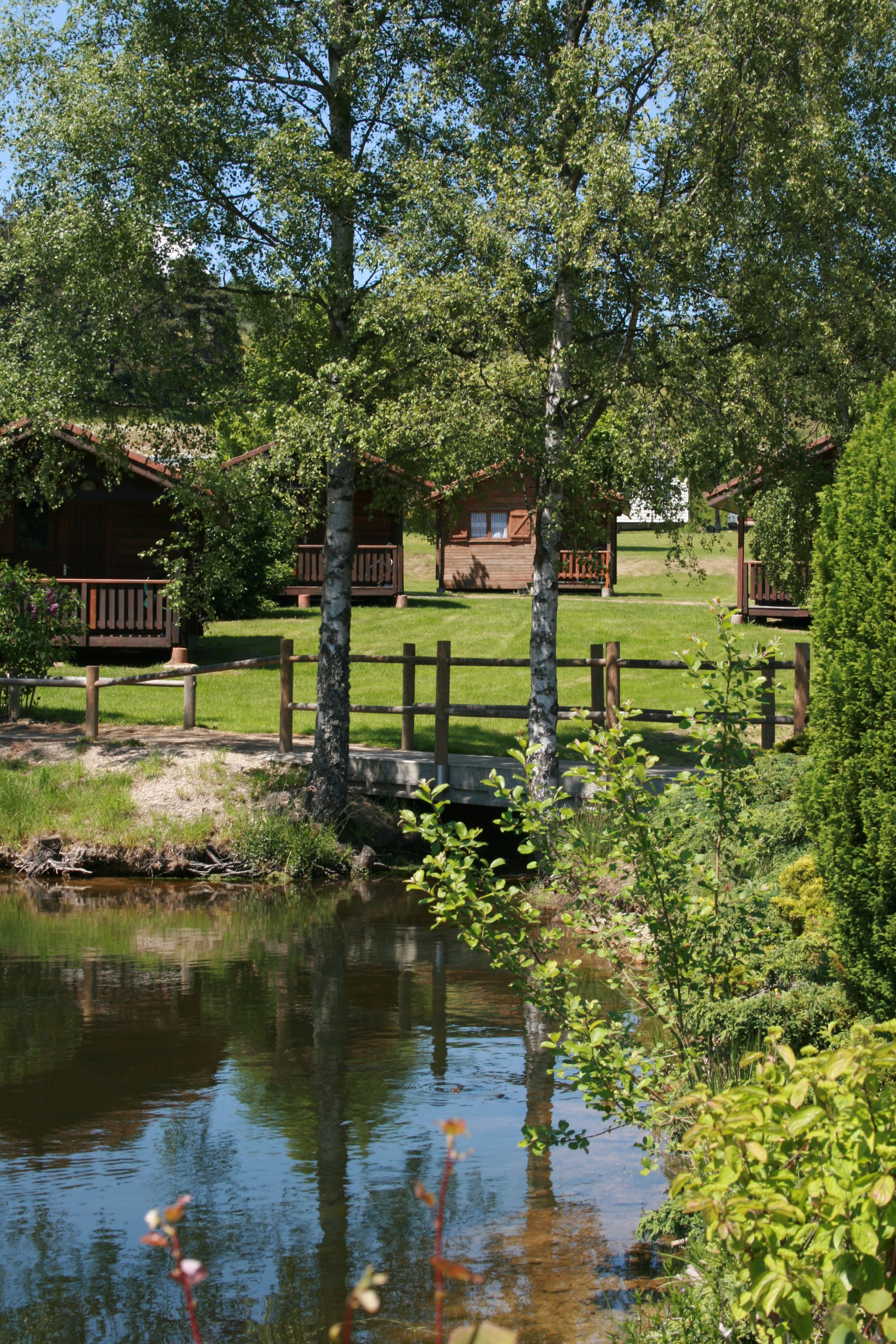
Le camping
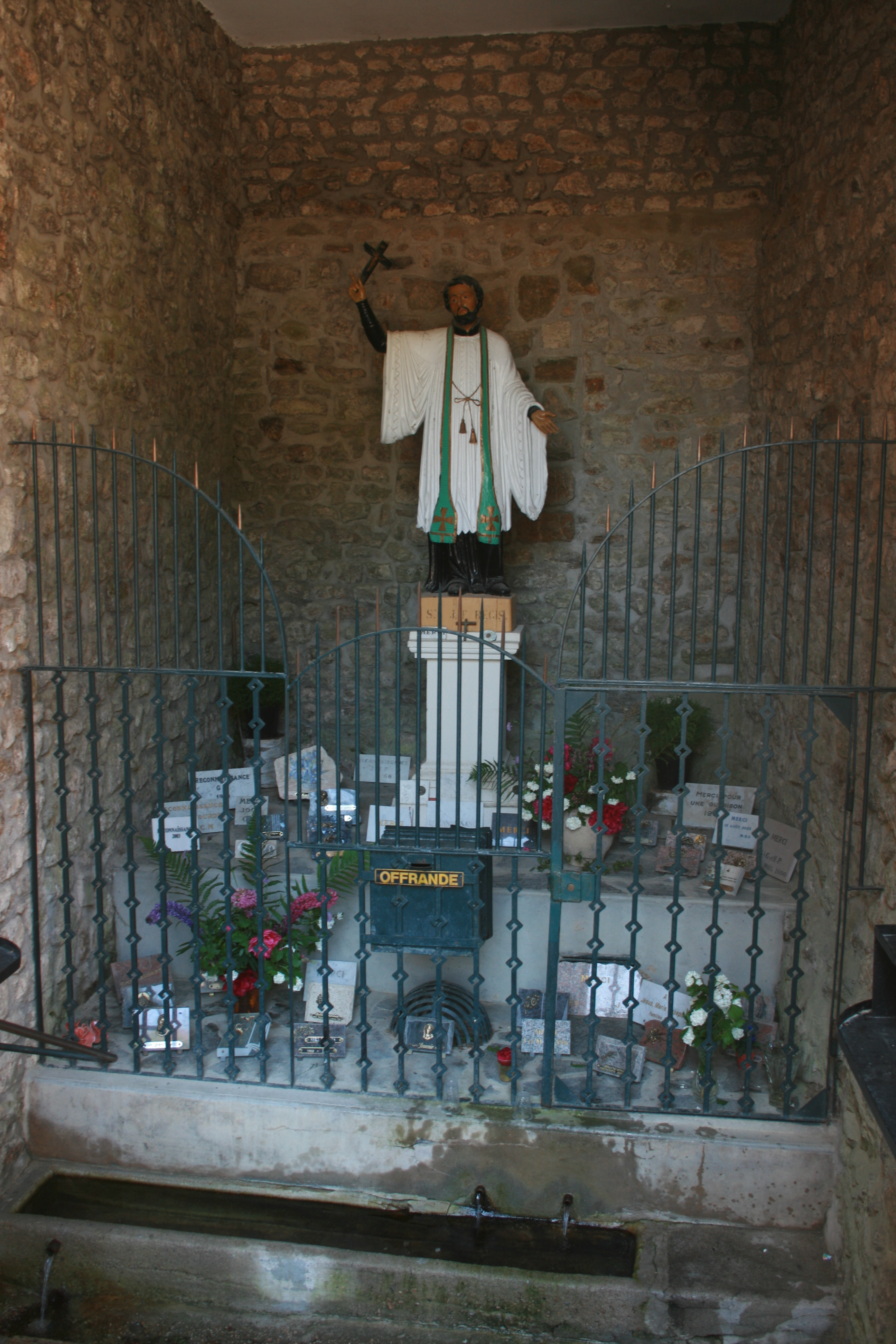
La fontaine Saint-Régis
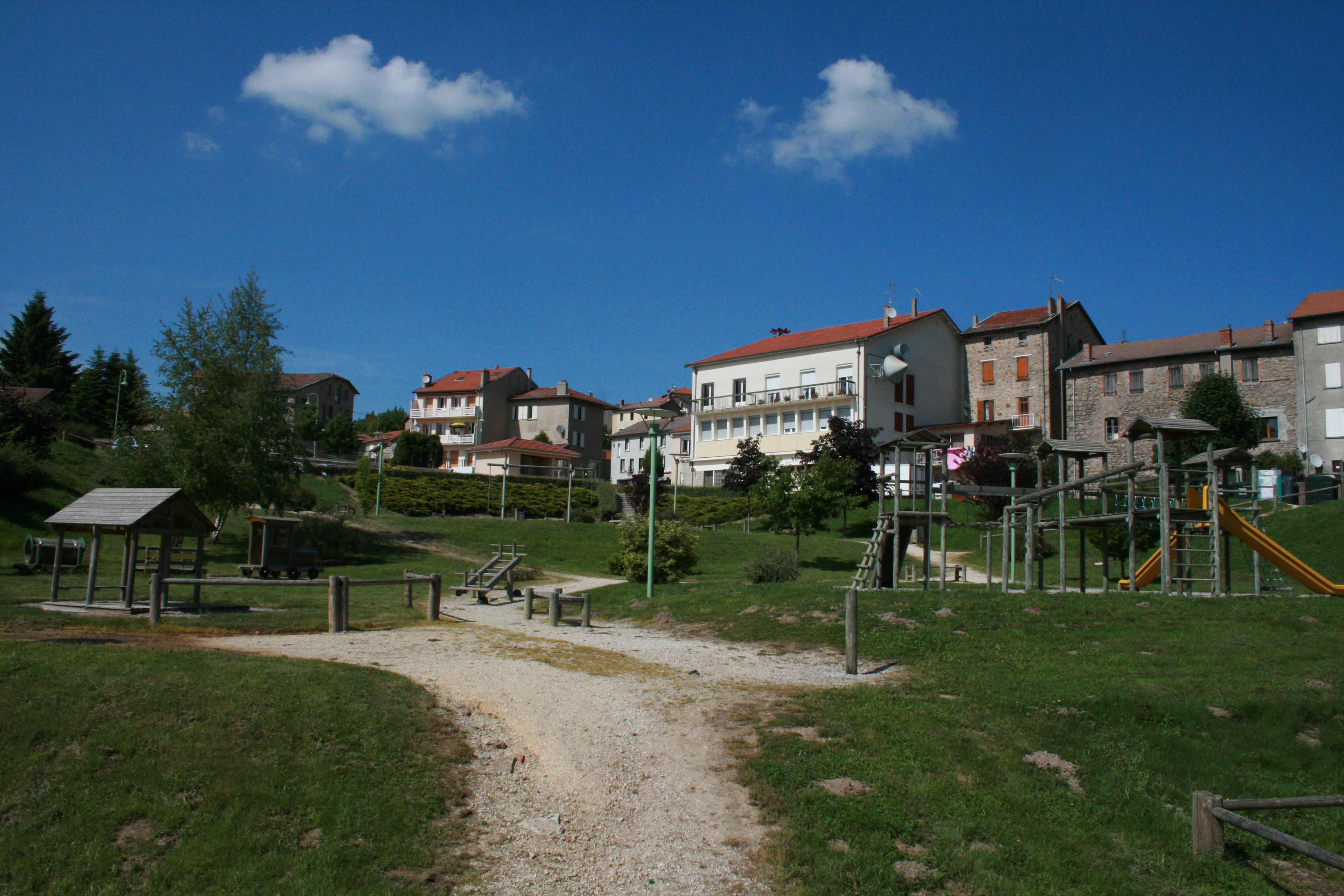
Le parc municipal
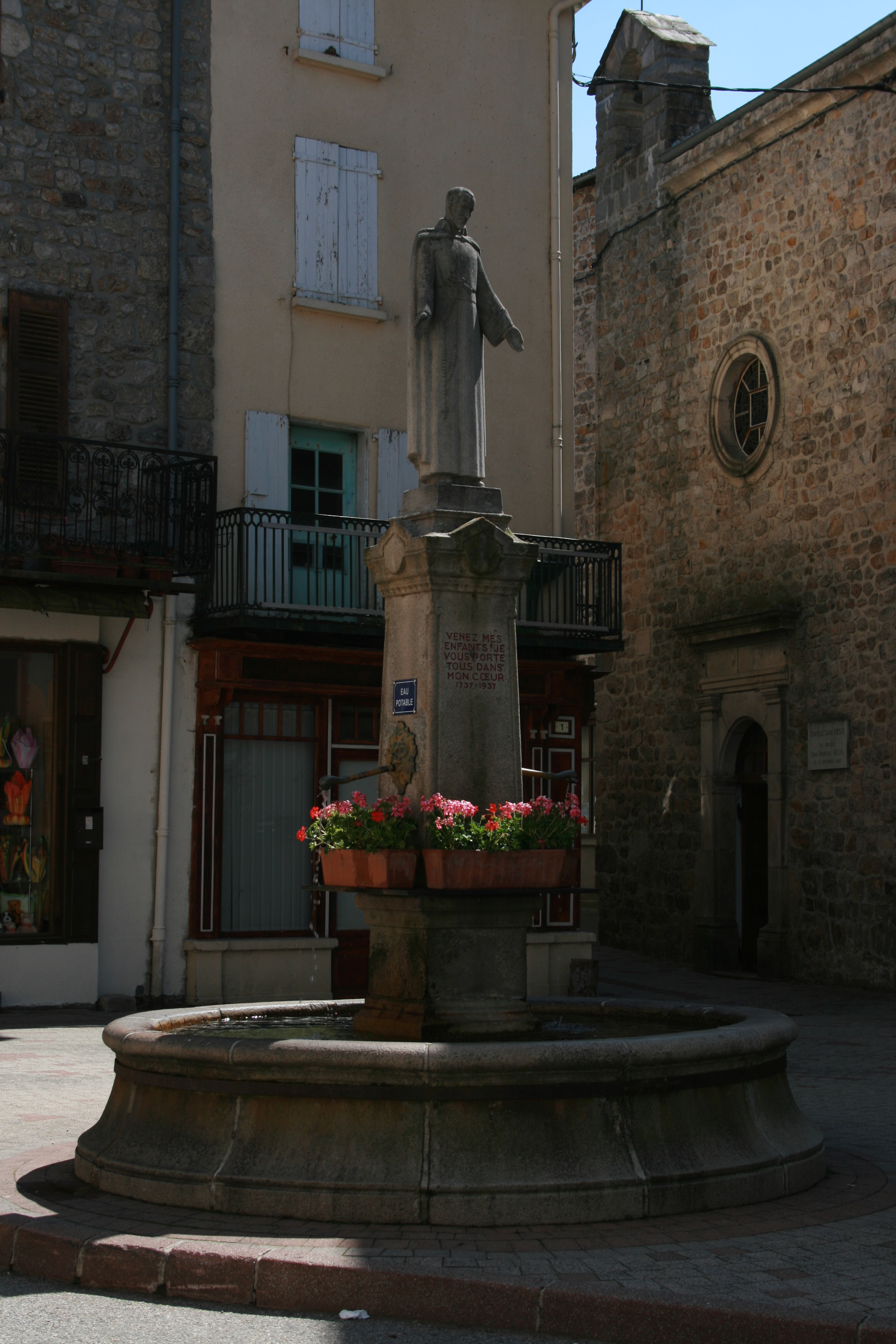
La fontaine du centre du village
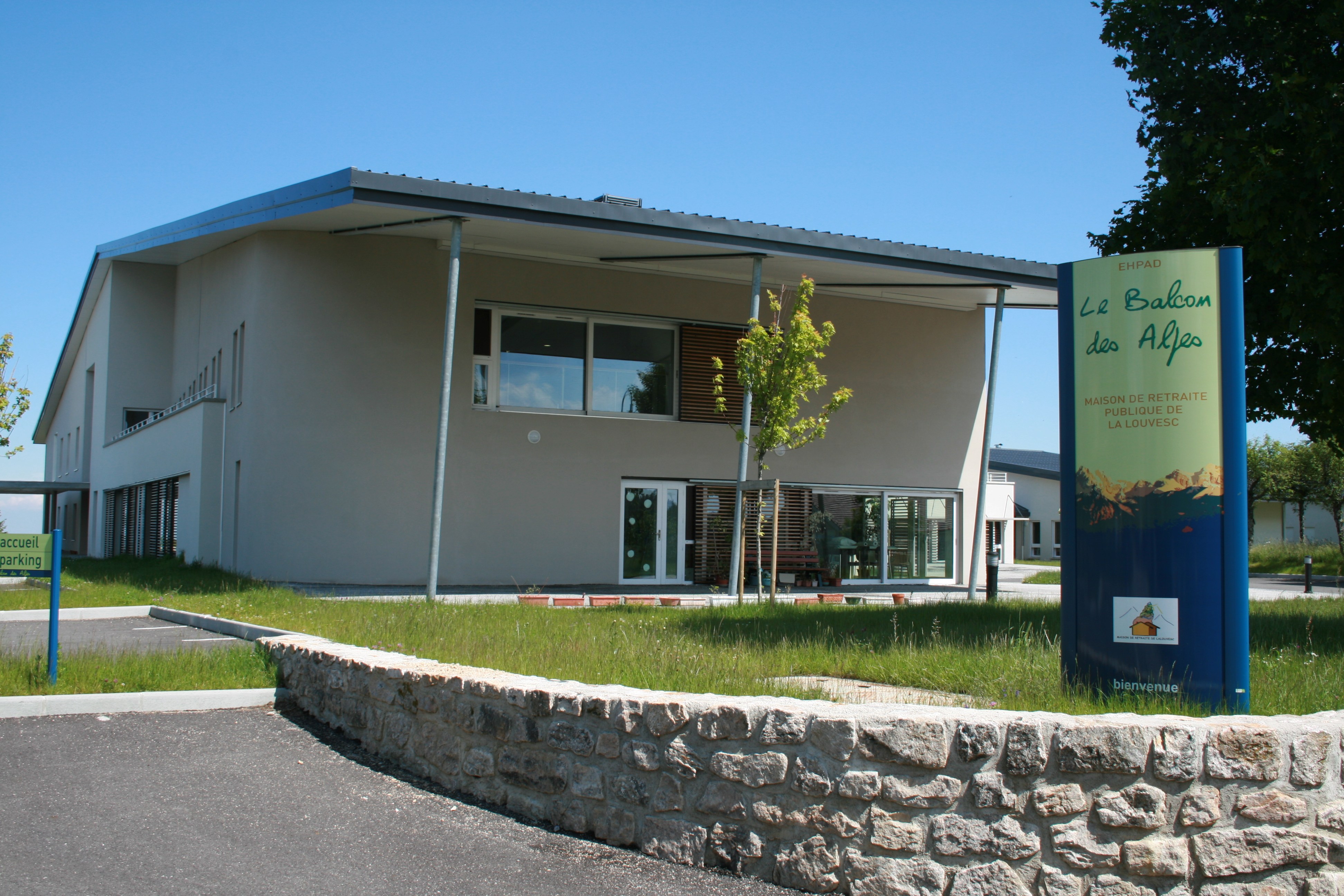
La maison de retraite
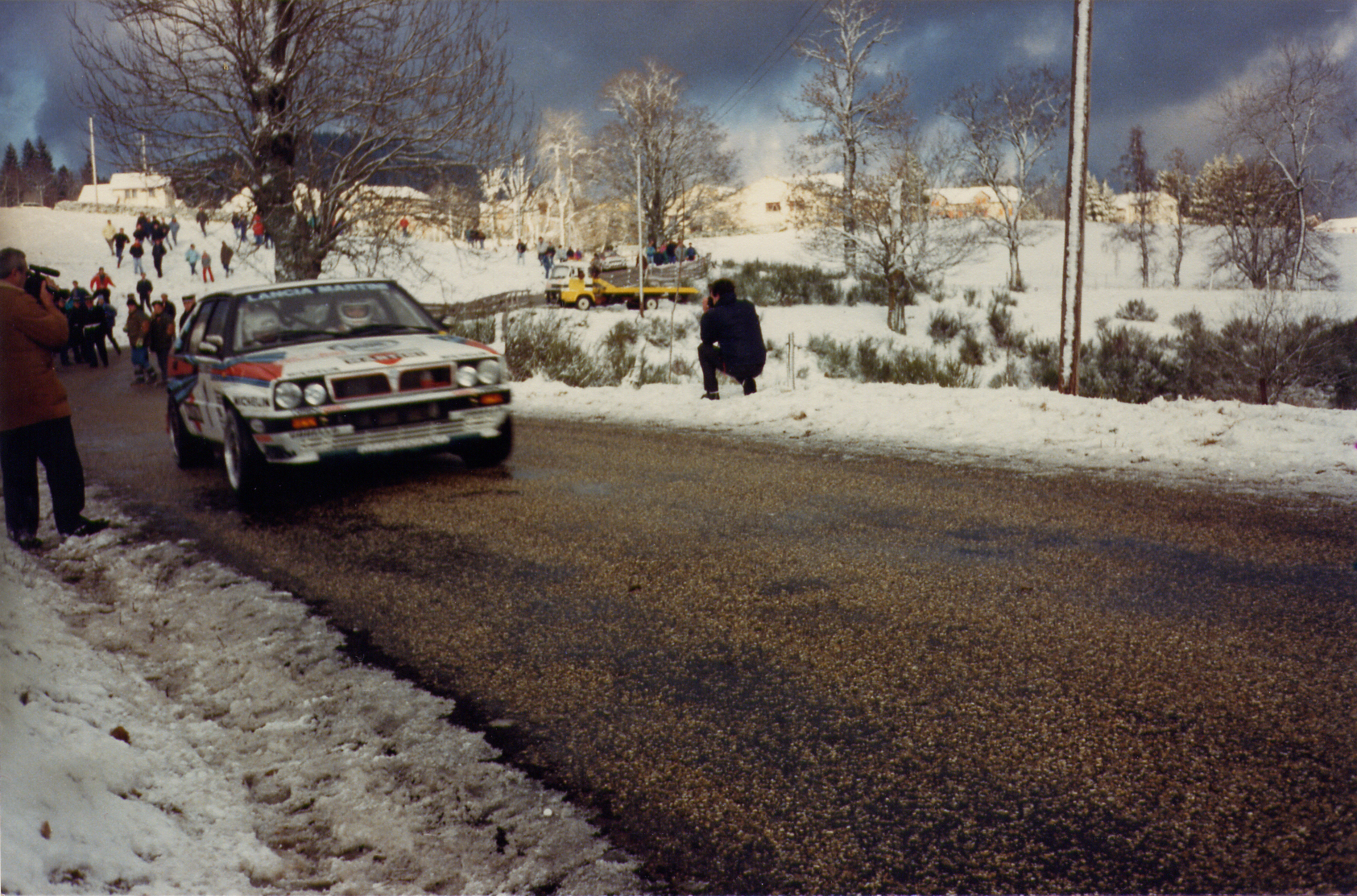
Rallye Monte-Carlo 1990 : départ de la spéciale de Lalouvesc
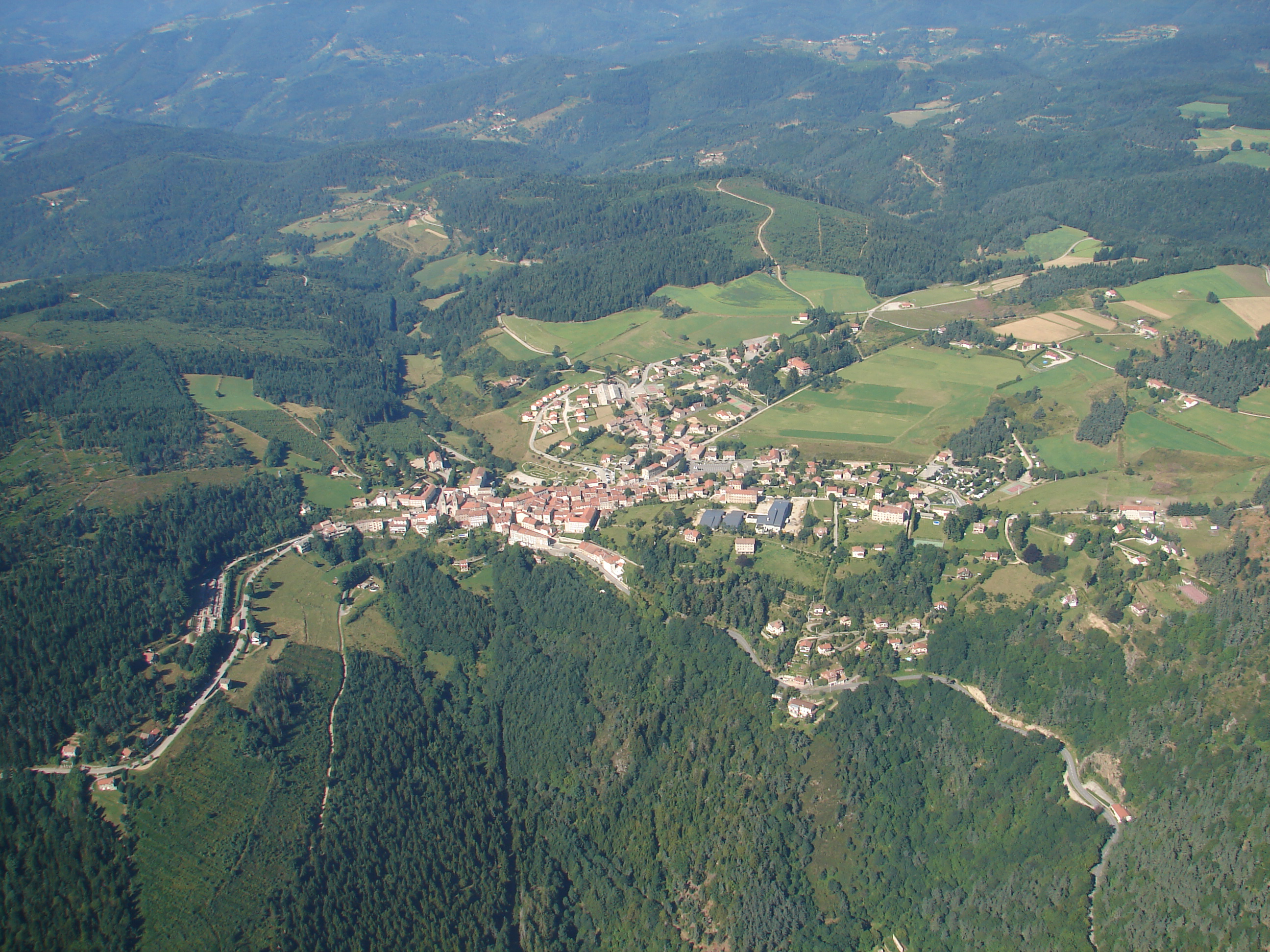
Vue aérienne du village